# کازویا ساکاموتو
کازویا ساکاموتو (ژاپنی: 坂本 和哉؛ زادهٔ ۲ سپتامبر ۱۹۸۷) یک بازیکن فوتبال اهل ژاپن است.
از باشگاه‌هایی که در آن بازی کرده‌است می‌توان به باشگاه فوتبال اوراوا رد دیاموندز، باشگاه فوتبال فاگیانو اوکایاما و باشگاه فوتبال کاماتامار سان‌اوکی اشاره کرد.